# تسويوشي أوجيكي
تسويوشي أوجيكي (باليابانية: 氏木 毅) (مواليد 18 سبتمبر 1957) هو فنان وممثل وموسيقي ومغني ياباني.

## وصلات خارجية
- تسويوشي أوجيكي على موقع IMDb (الإنجليزية)
- تسويوشي أوجيكي على موقع ميوزك برينز (الإنجليزية)
- تسويوشي أوجيكي على موقع أول موفي (الإنجليزية)
- تسويوشي أوجيكي على موقع ديسكوغز (الإنجليزية)
- تسويوشي أوجيكي على موقع قاعدة بيانات الفيلم (الإنجليزية)
- تسويوشي أوجيكي على موقع ANN person (الإنجليزية)